# マンフレート・デッケルト
マンフレート・デッケルト（Manfred Deckert 1961年3月31日 - ）は、東ドイツ、ハレ県（現在のザクセン＝アンハルト州）ハレ/ザーレ出身の元スキージャンプ選手。1970年代終わりから1980年代半ばまで国際大会に出場した。

## プロフィール
18歳で出場した1980年のレークプラシッドオリンピック70m級で八木弘和と共に銀メダルを獲得した（当時の表記はデッカート）。また1981/1982年シーズンのジャンプ週間を制している。スキージャンプ・ワールドカップではこのときにインスブルックで挙げた勝利が唯一の勝利である。1985年ノルディックスキー世界選手権（オーストリア・ゼーフェルト）の団体ラージヒルで銅メダルを獲得している。また東ドイツ選手権では1983年、1984年、1987年の3回優勝している。
現在デッケルトはクリンゲンタールスキークラブの会長である。
また、2008年8月にザクセン州フォークトラント郡アウアーバッハ町長に就任、フォークトラント郡議会議員でもある。